# Jürgen Prochnow

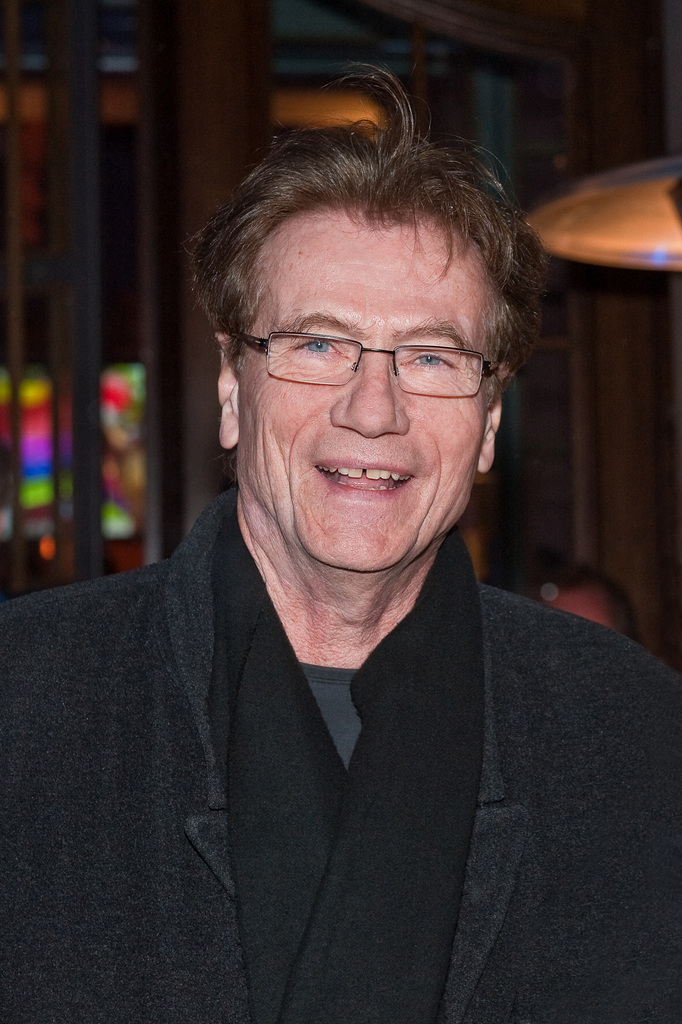
Jürgen Prochnow auf der Berlinale 2010

Jürgen Prochnow (* 10. Juni 1941 in Berlin) ist ein deutscher Schauspieler und Synchronsprecher. Bekannt wurde Prochnow 1981 durch den Film Das Boot.

## Leben

### Herkunft und Ausbildung
Jürgen Prochnow kam als Sohn des Fernmeldeingenieurs Günter Prochnow und dessen Frau Marga in Berlin zur Welt und wuchs nach dem Umzug der Familie 1952 in Düsseldorf auf. Sein älterer Bruder ist Dieter Prochnow (* 1939), ebenfalls Schauspieler. Jürgen Prochnow besuchte das Jacobi-Gymnasium und wirkte bereits während der Schulzeit in Laienspielgruppen mit. Auf Wunsch der Eltern begann er zunächst eine Ausbildung zum Bankkaufmann. Nebenbei betätigte er sich als Statist und Beleuchter am Düsseldorfer Schauspielhaus. Nach Abschluss seiner Lehre absolvierte er von 1963 bis 1966 ein Schauspielstudium an der Folkwanghochschule.

### Theater

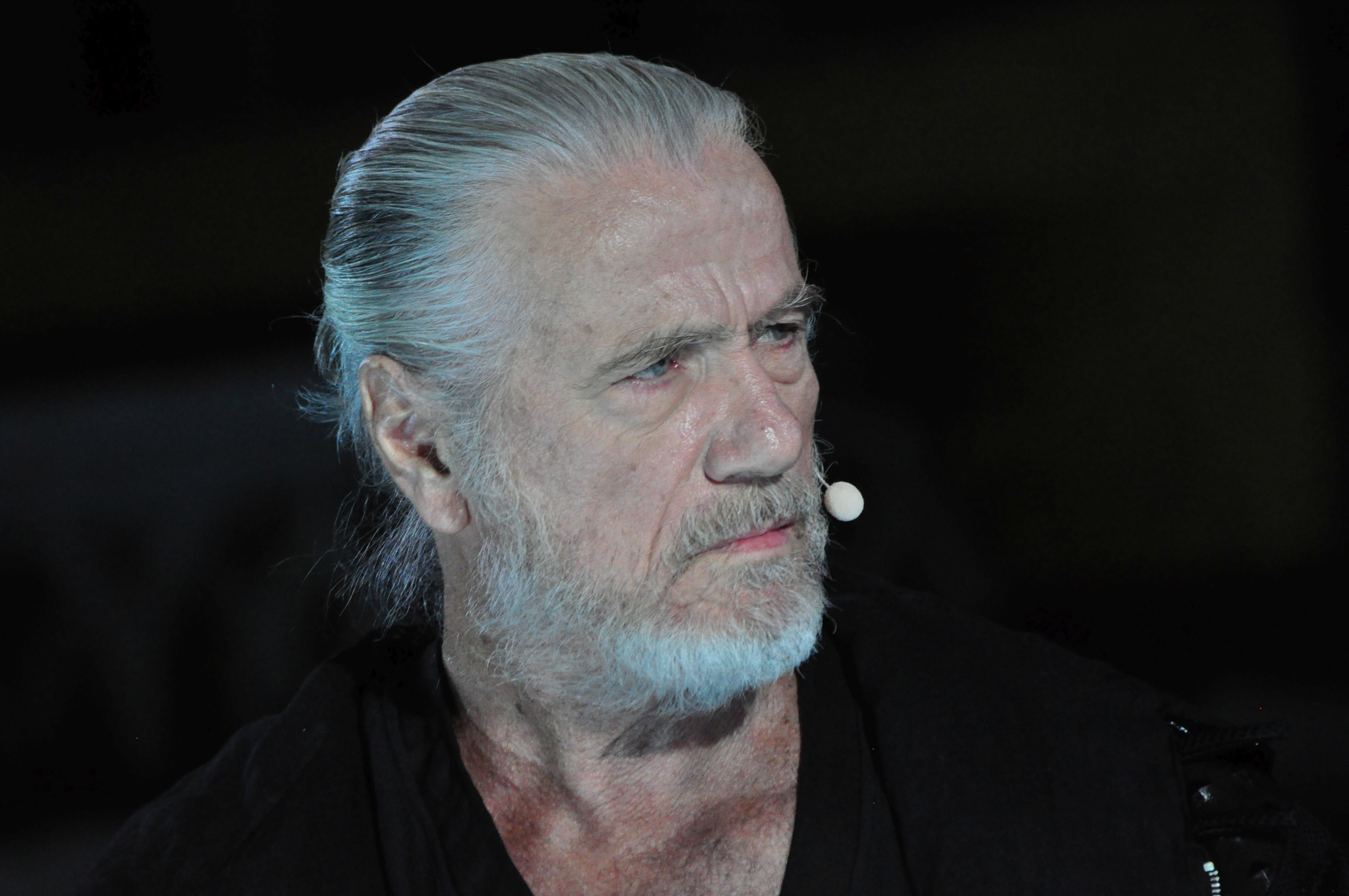
Jürgen Prochnow 2018 als Hunnenkönig Etzel bei den Nibelungenfestspielen Worms

Sein erstes Engagement erhielt Prochnow vom Intendanten Peter Maßmann an den Städtischen Bühnen Osnabrück, an denen er von 1966 bis 1968 tätig war. Unter anderem spielte er in der Operette „Land des Lächelns“ und dem Märchen „Peterchens Mondfahrt“ verschiedene Rollen.
Weitere Engagements führten ihn ans Theater Aachen, wo er von 1968 bis 1970 wirkte, und 1971 an das Theater der Stadt Heidelberg. Von 1971 bis 1976 war er Ensemblemitglied am Schauspielhaus Bochum unter Intendant Peter Zadek. In den folgenden Jahren arbeitete er als freischaffender Künstler und nahm Gastengagements an verschiedenen Bühnen, unter anderem am Deutschen Schauspielhaus Hamburg und am Düsseldorfer Schauspielhaus, wahr. Im Jahr 1979 nahm er zudem an einem Schauspiel-Seminar von Lee Strasberg teil.
Erst im Oktober 2004 kehrte Prochnow auf die Theaterbühne zurück. Im Rahmen eines Gastspiels an der Komödie am Kurfürstendamm wirkte er in dem Stück Brisante Erinnerung von Ben Elton mit.
2018 spielte Jürgen Prochnow den Hunnenkönig Etzel im Stück Siegfrieds Erben bei den Nibelungenfestspielen Worms.

### Film und Fernsehen

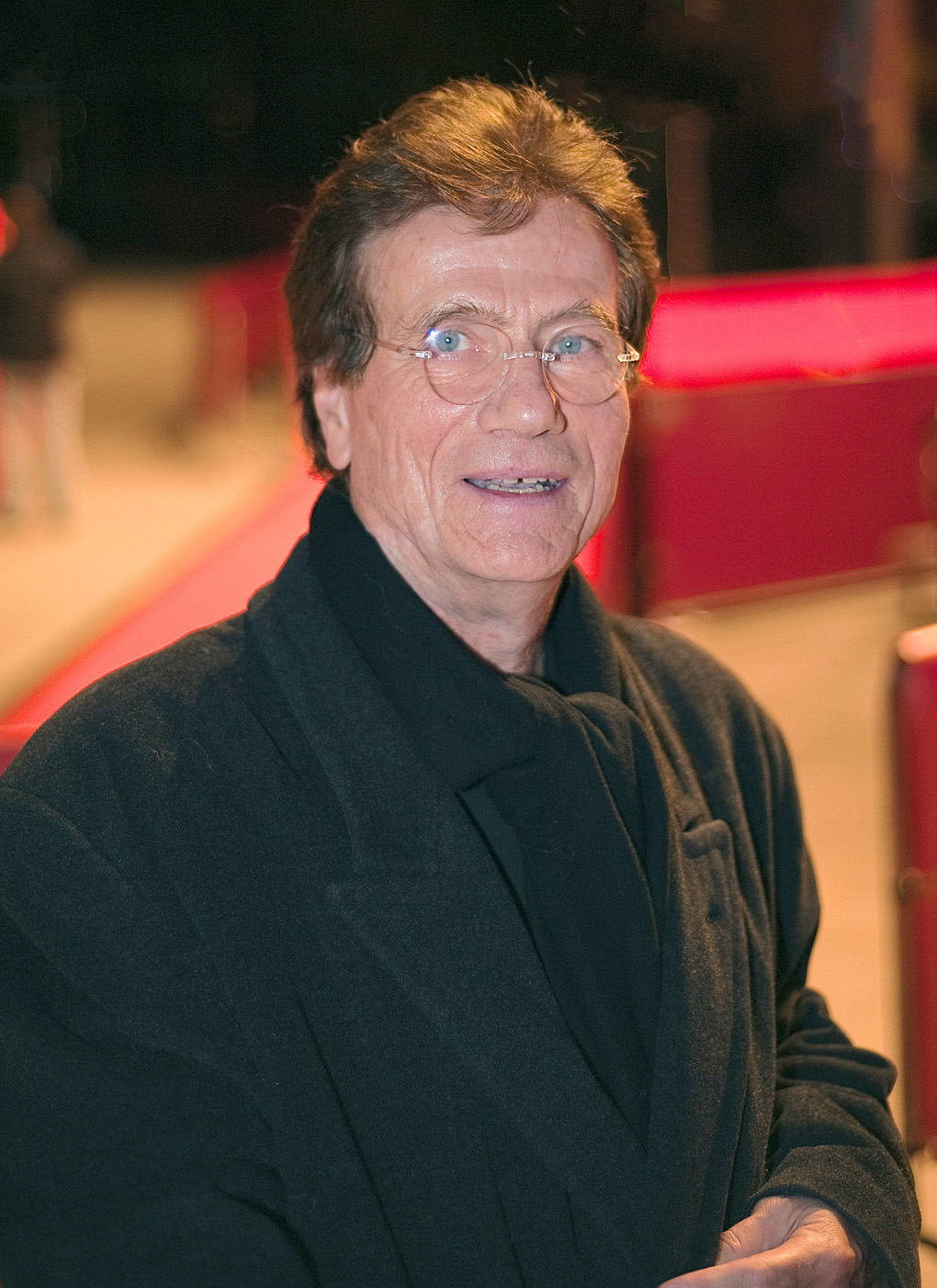
Jürgen Prochnow während der Eröffnung der Berlinale 2009

Seit den 1970er Jahren trat Prochnow vermehrt im Fernsehen auf. Sein Fernsehdebüt gab er 1970 in Der Unternehmer. Sein Filmdebüt gab Prochnow 1971 in Zoff von Eberhard Pieper. Unter der Regie von Wolfgang Petersen trat er 1973 in der Tatort-Folge Jagdrevier auf und spielte im gleichen Jahr in dessen erstem Kinofilm Einer von uns beiden. Anschließend verkörperte er 1974 unter der Regie von Reinhard Hauff die Titelrolle in dem Film Die Verrohung des Franz Blum, 1975 war er in Volker Schlöndorffs Film Die verlorene Ehre der Katharina Blum zu sehen. Zu weiteren Zusammenarbeiten mit Petersen kam es 1976 bei dem Fernsehfilm Hans im Glück, produziert von SFB und ORF, sowie 1977 bei dem Skandalfilm Die Konsequenz, in dem Prochnow einen Homosexuellen verkörperte.
Prochnow schaffte 1981 seinen internationalen Durchbruch mit der Hauptrolle des U-Boot-Kommandanten in Petersens Das Boot, einer Figur, die auf Heinrich Lehmann-Willenbrock basierte, dem Kommandanten von U 96 im Zweiten Weltkrieg. In der Folge erhielt er auch Rollen in Hollywood-Produktionen. So übernahm er unter anderem 1984 in David Lynchs Der Wüstenplanet die Rolle des Herzogs Leto Atreides, mimte 1987 in Beverly Hills Cop II den Bösewicht Maxwell Dent, spielte 1990 Charlie Dowd in Hurricane Smith, agierte 1993 neben Madonna in dem Erotik-Thriller Body of Evidence und war 1995 im Science-Fiction-Film Judge Dredd mit Sylvester Stallone zu sehen. Im Jahr 1996 übernahm Prochnow die Rolle des Majors Müller in Der englische Patient und spielte 1997, wieder unter Petersens Regie, den russischen Rebellengeneral Ivan Radek in Air Force One. Für die Filmsequenzen des SF-Computerspiels Privateer 2 – The Darkening schlüpfte er 1996 in die Rolle des Auftraggebers. 2010 verkörperte er in der achten Staffel der Fernsehserie 24 Bazhaev, den Anführer einer osteuropäischen Verbrecherbande und Gegenspieler von Jack Bauer.
Prochnow betätigt sich neben seinen Arbeiten vor der Kamera auch als Synchronsprecher. So synchronisiert er seine eigenen Rollen meistens selbst. Außerdem spricht er nach dem Rückzug von Thomas Danneberg seit 2018 in unregelmäßigen Abständen wieder Sylvester Stallone, den er bereits in den 1970ern synchronisiert hat. Im März 2004 beteiligte er sich am Rilke Projekt des Komponisten- und Produzententeams Schönherz & Fleer, das Werke des Lyrikers Rainer Maria Rilke vertont, an der Seite von Katja Riemann, Barbara Sukowa, Hannelore Elsner, Ben Becker, Peter Ustinov und Xavier Naidoo.
Am 11. April 2013 wurde Prochnow im Rahmen des Jupiter Awards für sein Lebenswerk mit dem Ehrenjupiter 2013 von Laudator und Cinema-Chefredakteur Artur Jung in Berlin geehrt. Im Juni 2015 erhielt er vom tschechischen Premierminister Bohuslav Sobotka den Lebenswerk-Preis des Internationalen Filmfestivals im tschechischen Zlín.

### Privates
Prochnow war Anfang der 1980er Jahre mit der österreichischen Schauspielerin Antonia Reininghaus liiert. Aus dieser Beziehung stammte eine Tochter, Johanna, die von ihrer Mutter 1987 vergiftet wurde, bevor diese versuchte, sich selbst das Leben zu nehmen. Von 1982 bis 1997 war Prochnow in erster Ehe mit Isabel Goslar verheiratet, Tochter des Regisseurs Jürgen Goslar. Aus der Ehe stammen zwei Kinder, die Tochter Mona und der Sohn Roman. Von 2004 bis 2014 war er mit der Schauspielerin und Regisseurin Birgit Stein verheiratet, mit der er insgesamt 18 Jahre zusammenlebte. Seit 19. März 2015 ist Prochnow mit der Schauspielerin Verena Wengler verheiratet.
Jürgen Prochnow lebte in Los Angeles und München. Seit 2003 ist er auch US-Staatsbürger. Im April 2017 zog er mit seiner Familie aus den USA nach Europa zurück. Er lebt in Berlin und am Gardasee.

## Filmografie (Auswahl)
- 1972: Auf Befehl erschossen (Fernsehfilm)
- 1971: Zoff
- 1973: Tatort – Jagdrevier (Fernsehreihe)
- 1974: Einer von uns beiden
- 1974: Die Verrohung des Franz Blum
- 1975: Die verlorene Ehre der Katharina Blum
- 1976: Shirins Hochzeit (Fernsehfilm)
- 1976: Hans im Glück (Fernsehfilm)
- 1976: Schaurige Geschichten – Taxi nach Hamburg (Fernsehreihe)
- 1977: Die Konsequenz
- 1977: Tatort – Das Mädchen von gegenüber (Fernsehreihe)
- 1977: Operation Ganymed
- 1980: Soweit das Auge reicht
- 1981: Das Boot
- 1983: Die unheimliche Macht (The Keep)
- 1983: Operation Comeback (Love Is Forever, Fernsehfilm)
- 1984: Der Wüstenplanet (Dune)
- 1984: Versteckt (Forbidden)
- 1985: Der Bulle und das Mädchen
- 1985: Ich muß sie töten (Murder: By Reason of Insanity, Fernsehfilm)
- 1986: Killing Cars
- 1987: Terminus
- 1987: Beverly Hills Cop II
- 1987: Des Teufels Paradies
- 1988: Das siebte Zeichen (The Seventh Sign)
- 1989: Weiße Zeit der Dürre (A Dry White Season)
- 1990: Powerplay (The Fourth War)
- 1990: Der Skipper
- 1990: The Man Inside – Tödliche Nachrichten (The Man Inside)
- 1991: Robin Hood – Ein Leben für Richard Löwenherz (Robin Hood)
- 1992: Twin Peaks – Der Film (Twin Peaks: Fire Walk with Me)
- 1992: F-117 A Stealth-War (Interceptor)
- 1993: Die Wildnis (Fernsehfilm)
- 1993: Body of Evidence
- 1993: Der Fall Lucona
- 1993: Die letzte Grenze (The last border – viimeisellä rajalla)
- 1993: American Inferno (The Fire Next Time, Fernsehzweiteiler)
- 1994: Ken Folletts Roter Adler (Red Eagle, Fernsehfilm)
- 1994: Die Mächte des Wahnsinns (In the Mouth of Madness)
- 1995: Judge Dredd
- 1995: Tödliche Wahl (3-teiliger Fernsehfilm)
- 1995: Fesseln (Fernsehfilm)
- 1996: Der englische Patient (The English Patient)
- 1996: Prinzessin Alisea (Sorellina e il principe del sogno, Fernsehfilm)
- 1997: Der Schrei der Liebe (Fernsehfilm)
- 1997: Genetic Code
- 1997: Air Force One
- 1998: The Replacement Killers – Die Ersatzkiller (The Replacement Killers)
- 1998: Schuldig
- 1999: Wing Commander
- 1999: Die Bibel – Esther (Fernsehfilm)
- 1999: Der blonde Affe (Fernsehfilm)
- 1999: Inferno der Flammen (Heaven’s Fire, Fernsehfilm)
- 2000: Padre Pio (Fernsehfilm)
- 2000: The Last Stop
- 2000: Das blonde Biest – Wenn Mutterliebe blind macht (Fernsehfilm)
- 2001: Last Run – In den Fängen des Verrats (Last Run)
- 2001: The Elite
- 2001: Ripper – Briefe aus der Hölle (Ripper)
- 2001: Dark Asylum
- 2002: Heaven’s Fire
- 2003: Baltic Storm
- 2003: Heart of America
- 2003: House of the Dead
- 2004: Julie – Agentin des Königs (Julie, Chevalier de Maupin, Fernsehfilm)
- 2005: Arnold – Sein Weg nach oben (See Arnold Run, Fernsehfilm)
- 2006: Chain Reaction
- 2006: The Da Vinci Code – Sakrileg (The Da Vinci Code)
- 2006: Schröders wunderbare Welt
- 2006: Bierfest (Beerfest)
- 2006: Die Prophezeiungen von Celestine (The Celestine Prophecy)
- 2007: Ohne einander (Fernsehfilm)
- 2007: Die Fährte des Grauens (Primeval)
- 2007: Ein Fall für zwei (Fernsehserie, Folge Schmutzige Hände)
- 2007: Nanking
- 2008: La conjura de El Escorial
- 2008: Merlin und der Krieg der Drachen
- 2010: Tatort – Schlafende Hunde (Fernsehreihe)
- 2010: 24 (Fernsehserie, 7 Folgen)
- 2010: Die Jagd nach der Heiligen Lanze (Fernsehfilm)
- 2010: Sinners & Saints
- 2010, 2014: Navy CIS: L.A. (NCIS: Los Angeles, Fernsehserie, 3 Folgen)
- 2010: Nachtschicht – Das tote Mädchen (Fernsehreihe)
- 2010: Amigo – Bei Ankunft Tod (Fernsehfilm)
- 2012: Die Schuld der Erben (Fernsehfilm)
- 2012: Ohne Gnade
- 2013: Company of Heroes
- 2013: Die Kinder meiner Tochter (Fernsehfilm)
- 2015: Hitman: Agent 47
- 2015: Remember
- 2015: Die dunkle Seite des Mondes
- 2016: Tatort – Borowski und das verlorene Mädchen (Fernsehreihe)
- 2017: Kundschafter des Friedens
- 2017: Leanders letzte Reise
- 2017: Damascus Cover
- 2018: Lore (Fernsehserie, Folge 02x03: Hinterkaifeck)
- 2019: Ein verborgenes Leben (A Hidden Life)
- 2020: Der Alte und die Nervensäge[17]
- 2020: Eine Handvoll Wasser[18]
- 2023: The Last Rifleman

## Synchronrollen (Auswahl)
Alec Baldwin
- 1991: Die blonde Versuchung als Charley Pearl

Sylvester Stallone
- 1976: Rocky als Rocky Balboa
- 1978: F.I.S.T. – Ein Mann geht seinen Weg als Johnny Kovak
- 1978: Vorhof zum Paradies als Cosmo Carboni
- 1979: Rocky II als Rocky Balboa
- 2018: Creed II – Rocky’s Legacy als Rocky Balboa
- 2019: Escape Plan 3: The Extractors als Ray Breslin
- 2019: Rambo: Last Blood als John Rambo
- 2022: Samaritan als Joe/Nemesis
- seit 2022 Tulsa King

## Auszeichnungen
- 1978: Deutscher Darstellerpreis
- 1979: Wahl zum Schauspieler des Jahres durch die Zeitschrift Theater heute
- 1985: Bayerischer Filmpreis als Bester Darsteller für Der Bulle und das Mädchen
- 1985: Goldene Kamera als Bester Schauspieler für Das Boot
- 1988: Bambi
- 1996: DIVA-Award
- 2018: Sankt Georgs Orden des Dresdner Semperopernballes

## Hörbücher (Auswahl)
- 2008: Frank Herbert: Dune: Der Wüstenplanet (gemeinsam mit Simon Jäger und Marianne Rosenberg), Lübbe Audio, ISBN 978-3-7857-3584-8
- 2013: Andreas Eschbach: Quantenmüll, Lübbe Audio (Audible)
- 2017: Andreas Eschbach: Eine unberührte Welt (gemeinsam mit Simon Jäger, Yara Blümel und Nicole Engeln), Lübbe Audio, ISBN 978-3-7857-5497-9